# Тулсі Ґовда
Тулсі Ґовда (1944—2024) — індійська екоактивістка та феміністка із села Хонналі, талук Анкола, штат Карнатака. Попри відсутність офіційної освіти, зробила величезний внесок у збереження довкілля. Посадила понад 30 тис. саджанців, доглядає за розсадниками лісництва. Відома як «Енциклопедія лісу» за свою здатність розпізнавати материнське дерево будь-якого виду дерев.
Робота Тулсі Ґовда була відзначена урядом Індії та різними організаціями. У 2021 році уряд Індії відзначив її нагородою Падма Шрі, четвертою найвищою цивільною нагородою країни.

## Раннє життя
Тулсі Говда народилася в 1944 році в племінній родині Халаккі в селі Хонналлі, що знаходиться між сільською і міською забудовою в районі Уттара Каннада в індійському штаті Карнатака. Карнатака — штат на півдні Індії, відомий своїми популярними місцями для екологічного туризму, оскільки має понад 25 заповідників дикої природи та 5 національних парків.
Ґовда народилася в бідній родині, її батько помер, коли їй було 2 роки. Це змусило її почати працювати поденкою в місцевому дитячому садку разом із матір'ю. Робота у дитинстві не дозволила їй здобути офіційну освіту. Через відсутність освіти вона неписьменна. Крім того, вона постраждала від дитячих шлюбів: у 10-12 років її видали в шлюб зі старшим чоловіком на ім'я Ґовінде Ґовда. Її чоловік помер, лише коли Ґовді було 50 років.

## Діяльність
У розпліднику Ґовда відповідала за догляд за насінням, яке мали вирощувати та збирати в Департаменті лісового господарства Карнатаки, і особливо піклувалася про насіння, яке мало бути частиною насіннєвого ложа Агасура. Ґовда продовжувала працювати в розпліднику разом зі своєю матір'ю як щоденні працівниці протягом 35 років, поки їй не запропонували постійну посаду на знак визнання її роботи над збереженням і широкими знаннями ботаніки. Потім вона пропрацювала в дитячому садку на постійній посаді ще 15 років, перш ніж остаточно вийти на пенсію у 70 років. Протягом усього свого перебування в цьому розпліднику вона робила внесок і працювала безпосередньо, щоб допомогти лісовому відділу, використовуючи свої знання про землю, які вона здобула з власного досвіду. Вона не тільки висадила саджанці, які виросли і стали деревами, які допоможуть світу в цілому жити краще, вона також допомогла запобігти знищенню диких тварин браконьєрами та попередила багато лісових пожеж.

### Департамент лісового господарства Карнатаки
Тулсі Ґовда провела понад 60 років як щоденна робітниця і постійна працівниця у Департаменті лісів Карнатаки. Департамент лісового господарства Карнатаки складається з 5 заповідників тигрів, 30 заповідників дикої природи, 15 заповідників і одного заповідника громади, і вони описують свою головну мету як відновлення зв'язку громад і сіл із природою. Департамент передбачає майбутнє, коли третина території штату буде покрита лісами або деревами.

## «Енциклопедія лісу»
Тулсі Ґовда відома екологам як «енциклопедія лісу», а в її плем'ї — як «богиня дерев» через її широкі знання про ліс і всі рослини, що ростуть у ньому. Ґовда відома здатністю визначати материнське дерево кожного виду дерев у лісі, незалежно від його розташування. Материнські дерева є значущими через свій вік і розміри, що робить їх найбільш пов'язаними вузлами в лісі. Ці підземні вузли використовуються для з'єднання материнських дерев із саджанцями, оскільки материнське дерево обмінюється азотом і поживними речовинами.
Ґовда також є майстринею збору насіння. Збір насіння — це витяг насіння з материнських дерев з метою регенерації та відновлення цілих видів рослин. Це дуже складний процес, оскільки насіння потрібно зібрати з материнського дерева на піку його проростання, щоб забезпечити виживання сіянців, і Ґовда може розшифрувати цей точний час. Такий видобуток насіння є особливо корисним у Департаменті лісового господарства Карнатаки, що описує свої 4 основні цілі як «регулювання, захист, збереження та стале управління».
Достеменно невідомо, як Тулсі Ґовда здобула свої знання про ліс. На запитання про це вона каже, що не може пояснити, як, але ніби вміє «говорити мовою лісу». Її плем'я, Халаккі Воккаліга, має глибоко вкорінену спадщину, де матріархат пов'язаний з природою і відповідає за турботу про землю.

## Відзнаки та нагороди
На додаток до тривалого перебування в Департаменті лісового господарства штату Карнатака, Ґовда отримала численні нагороди та визнання за свою роботу з розробки та збереження насіння. У 1986 році вона отримала премію Індіри Пріядаршіні Вріксамітри, також відому як премія IPVM. IPVM відзначає новаторський та інноваційний внесок, зроблений окремими особами або установами у сфері лісорозведення та розвитку пусток.
У 1999 році Ґовда отримала премію Карнатаки Раджотсави, це «друга найвища цивільна нагорода штату Карнатака в Індії». Нагорода присуджується щорічно громадянам штату Карнатака, старшим за 60 років, які відзначаються у своїх галузях. У 1999 році Ґовда була 1 з 68 людей, які отримали цю нагороду, і 1 з 2 осіб, які отримали її за внесок у довкілля.
26 січня 2020 року уряд Індії нагородив Ґовду нагородою Падма Шрі, четвертою найвищою нагородою, яка надається громадянам Індії у День Республіки Індії. Здобувши нагороду, Ґовда підтвердила свою мету своїх дій, сказавши, що, хоча вона рада отримати Падма Шрі, вона «дорожче цінує ліси та дерева».

## Спадщина
За оцінками, Ґовда самостійно посадила в штаті Карнатака близько одного лакху (100 000) дерев. Ці внески справили тривалий вплив і на членів її спільноти. Нагараджа Ґовда з району Уттара Каннада, яка працює на благо племені Халаккі, каже, що Тулсі є гордістю їхньої громади, що «вона має безцінні знання про ліси та лікарські рослини. Ніхто не задокументував це, і вона не є хорошою комунікаторкою, тому важко зрозуміти її внесок, якщо ви не бачили її роботи».
Єллаппа Редді, офіцер у відставці, також схвалює тривалу відданість Ґовди своїй громаді, посилаючись на той факт, що Ґовда посадила і визначила понад 300 лікарських рослин, які з тих пір використовувалися для лікування хвороб у їхньому селі.
Хоча Ґовда вийшла на пенсію з Департаменту лісового господарства Карнатаки, вона присвятила решту свого життя навчанню дітей свого села важливості лісу, а також тому, як знаходити насіння та доглядати за ним.
Крім захисту довкілля, Ґовда також відстоювала права жінок у своєму селі. Коли після сварки іншій жінці Халаккі погрожували зброєю, Ґовда прийшла їй на допомогу, заявивши, що вона «запекло протестуватиме, якщо винний злочинець не буде покараний».